# Thomas Lynedoch Graham
Thomas Lynedoch Graham (Grahamstown, 1860 – Città del Capo, 8 maggio 1940) è stato un politico e giudice sudafricano.

## Carriera
Studiò legge al Clare College dell'Università di Cambridge; tornato in Sudafrica, iniziò a esercitare alla Corte suprema della Colonia del Capo. Nel 1898 fu eletto alla camera alta del Parlamento della Colonia del Capo, e divenne procuratore generale sotto Gordon Sprigg. Nel 1900 divenne Colonial Secretary e, due anni dopo, fu di nuovo attorney general; tra il giugno e l'agosto 1902 fu primo ministro facente funzioni mentre Sprigg era a Londra ad assistere all'incoronazione di Edoardo VII. Dopo il 1904 lavorò come giudice.
Ricevette il titolo di Knight Bachelor nel 1920.
Fu anche tennista, vincendo il torneo di doppio maschile ai South African Open nel 1891.